# Fotografia de llarga exposició

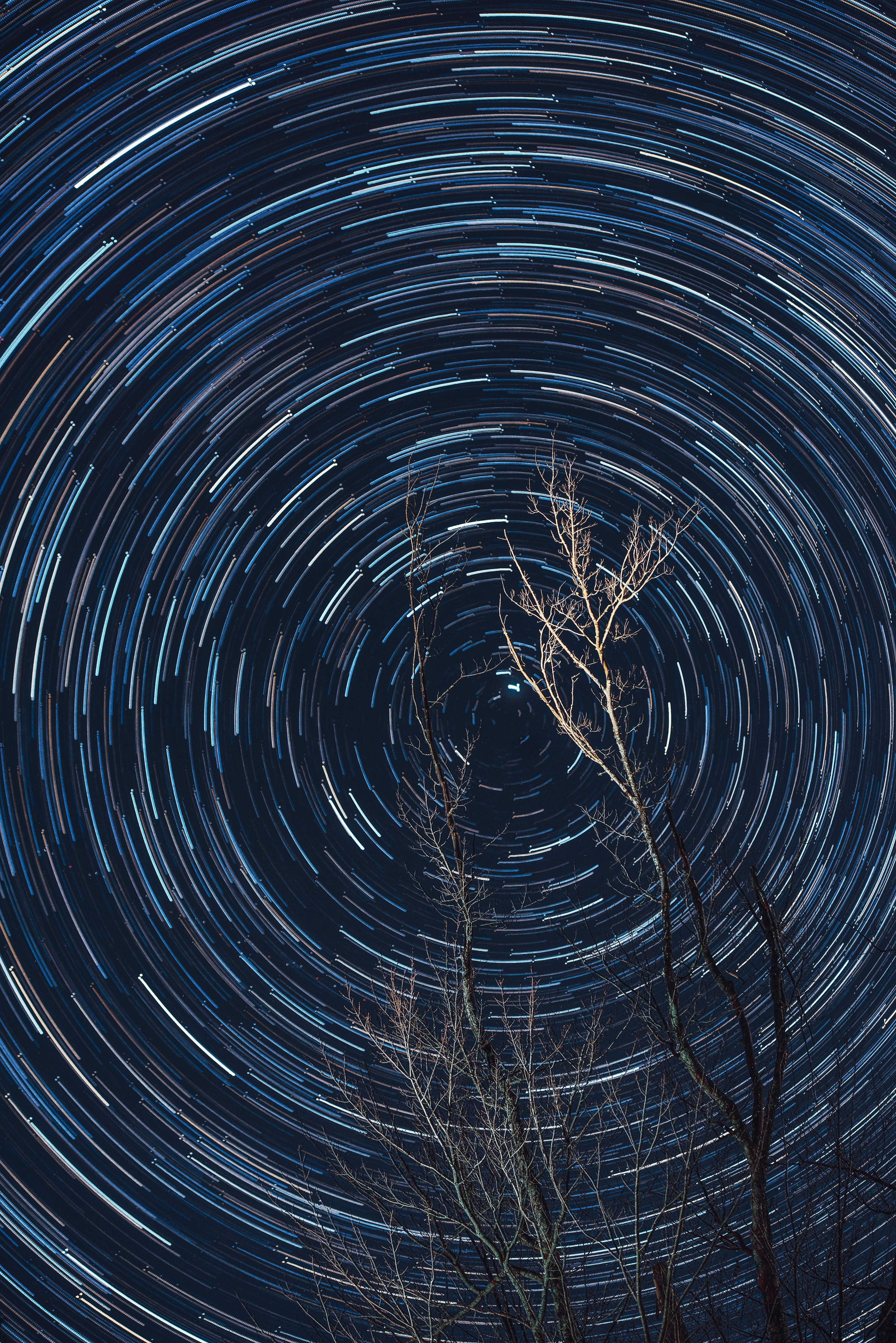
Fotografia nocturna de llarga exposició

La fotografia de llarga exposició és un tipus de fotografia que implica l'ús d'una velocitat d'exposició llarga per fer arribar, durant més estona, llum al material sensible de la càmera (el negatiu en cas de la fotografia analògica i el sensor CCD en cas de la fotografia digital). En lloc de congelar el temps, el que fa la fotografia de llarga exposició és acumular tota la llum que es dona mentre l'obturador és obert. És una de les tècniques utilitzades en la fotografia nocturna.

## Elements necessaris
Hi ha una sèrie d'accessoris útils alhora de produir fotografies nocturnes, dels quals es poden destacar: 
- Una càmera que permeti configurar-la manualment per tal de poder trobar els millors paràmetres per capturar bé la imatge.
- Un objectiu que permeti obrir suficientment el diafragma, i així la càmera pugui obtenir la quantitat de llum més alta possible. Un adequat seria un objectiu lluminós i, si és possible, amb un gra angular, sobretot per les fotografies dels cels amb estrelles o grans decorats (paisatges).
- Un trípode per eliminar les vibracions de la càmera, ja que la poca llum que hi ha obliga a obrir al màxim el diafragma, i això provocarà que qualsevol moviment mogui la càmera i, per tant, la fotografia sortirà moguda. També s'ha de tenir en compte que els propis elements que s'estan fotografiant també poden tenir mobilitat i també sortiran moguts a la fotografia. Un exemple clar és el de la ciutat: si es fa una fotografia de nit a un lloc on transiten persones, cotxes i, a més, n'hi ha edificis, els darrers no sortiran borrosos, mentre que les persones i els cotxes sortiran molt mogudes o, inclús, amb una presència "fantasmal".[2]
- Un disparador remot per la mateixa idea que el trípode: si es dispara des de la càmera, aquesta pot moure's, mentre que amb un disparador remot no caldria mantenir contacte amb ella.
- Una llanterna, sigui de llum càlida o freda, la qual permetrà il·luminar parts totalment fosques que interessin per la fotografia. També permet jugar amb la textura.

Per aprofundir més en la fotografia, segons l'efecte que es busqui o simplement per experimentar, es poden emprar altres accessoris, com ara un flaix extern, un reflector, una llum frontal i, d'entre altres, el lightpainting. El darrer disposa d'una sèrie d'eines com ara un fil lluminós, càtodes, la fibra òptica… que permeten experimentat més amb la fotografia nocturna.

## Tipus de fotografies de llarga exposició
Depenent del que interessi fotografiar, o bé del que es vulgui expressar amb la fotografia, s'hauràn de seguir uns passos per arribar a l'objectiu:
El primer que s'ha de tenir en compte és, precisament, saber què es pretén fotografiar, des del detall més específic a un paisatge amb molts elements. Tot seguit, seria recomanable visitar el lloc amb llum (durant el dia) per familiaritzar-se amb l'entorn i visualitzar les possibilitats de l'espai. És important tenir coneixements de la posició de la lluna, de l'hora que es posa el sol, etc., ja que així es podrà amortitzar molt més els elements de la naturalesa, per exemple utilitzar com a font de llum la lluna si es té coneixements sobre en quina posició es trobarà en X moment. Si la lluna es troba a l'horitzó, el cel estarà molt més il·luminat i, per tant, no hi haurà tanta visibilitat de les estrelles. Es per això que si el que interessa són les imatges del cel amb estrelles, la millor opció serien les nits sense lluna ni núvols.
Per poder enfocar durant la nit, s'ha d'utilitzar la distància hiperfocal, és a dir, una distància amb la qual s'obtindrà molta profunditat de camp. Això proporciona l'avantatge que, en el cas de tenir un element a primer terme de la càmera, això no influenciarà a que el cel estigui enfocat.
Quant a l'exposició, és una part complicada, doncs s'han de tenir en compte 3 factors:
- Diafragma
- Obturador
- Sensibilitat

Aquests elements són els encarregats que regulen la llum que arriba al sensor. El fet de canviar l'exposició d'un dels factors i introduir el mateix percentatge a un altre, farà que la llum que arribi a la càmera sigui la mateixa. Per arribar a l'exposició correcte, serà útil tenir en compte la reciprocitat: l'ideal és utilitzar una sensibilitat baixa (ISO 200, per exemple), però per arribar a això es pot començar fent algunes proves amb sensibilitats molt altes amb el diafragma completament obert i calcular l'exposició. Amb la reciprocitat, s'acabarà ajustant correctament el temps d'exposició segons la llum que hi hagi al cel.
Per escollir l'exposició correcta de la fotografia, però, s'hauran de tenir en compte també els elements externs a la càmera, com per exemple la llum, l'efecte que es vulgui crear a la imatge, etc.
- Retrats: cal un flash o font de llum per poder il·luminar al/la model. S'ha de tenir en compte la necessitat de no moure's mentre es fa la fotografia. El temps d'exposició serà més en relació al que necessiti la persona il·luminada i el seu entorn (depenent de si aquest es troba desenfocat o no, si és a una ciutat amb llums, a un bosc, etc.)
- Ciutat: Es juga molt amb la llum dels edificis, la del carrer, etc. Normalment, el diafragma ha d'estar força tancat per aquest tipus de fotografia, ja que en el cas que hi hagi molta llum, aquesta no ha de sortir cremada (llevat que es busqui aquest efecte). La ISO, per altra banda, hauria de ser baixa si es pretén obtenir el menys soroll possible a la imatge.
- Estrelles: si el que es vol és capturar el moviment de les estrelles, és necessari que es trobi un lloc adient a la situació, on hi hagi la menys llum possible. El temps d'exposició, en aquest cas, haurà de ser força llarg, amb el diafragma obert i la ISO baixa. La idea és anar jugant amb els diferents paràmetres fins a arribar a la idea que es tenia. Si, per contra, el que es vol obtenir són les estrelles sense moviment (com les observen els humans), el diafragma ha d'estar el més obert possible i la ISO ha de ser força alta perquè es visualitzin el màxim d'estrelles possibles (entre 800 i 3200).
- Lluna: per fer fotografies a la lluna és necessari tenir el diafragma molt tancat perquè no es cremi la imatge, poder captar totes les seves formes i detalls. El temps d'exposició no ha de superar els 500/focal, s'han d'utilitzar temps d'exposició inferiors a un segon, ja que la lluna es mou a una velocitat relativament ràoida. Quant a la ISO, s'haurà d'anar jugant amb ella segons el que es busqui de la fotografia que s'està portant a terme, normalment s'han d'utilitza valors baixos, entre 100 i 200.[8][9]

Lesa següents taules són orientatives per determinar el temps d'exposició segons les diverses situacions que puguin presentar-se. El punt de partida es fixa a partir de d'una obertura de f/16 i f/5.6. Tanmateix és possible que el bracketing variï un punt per dalt o per baix.

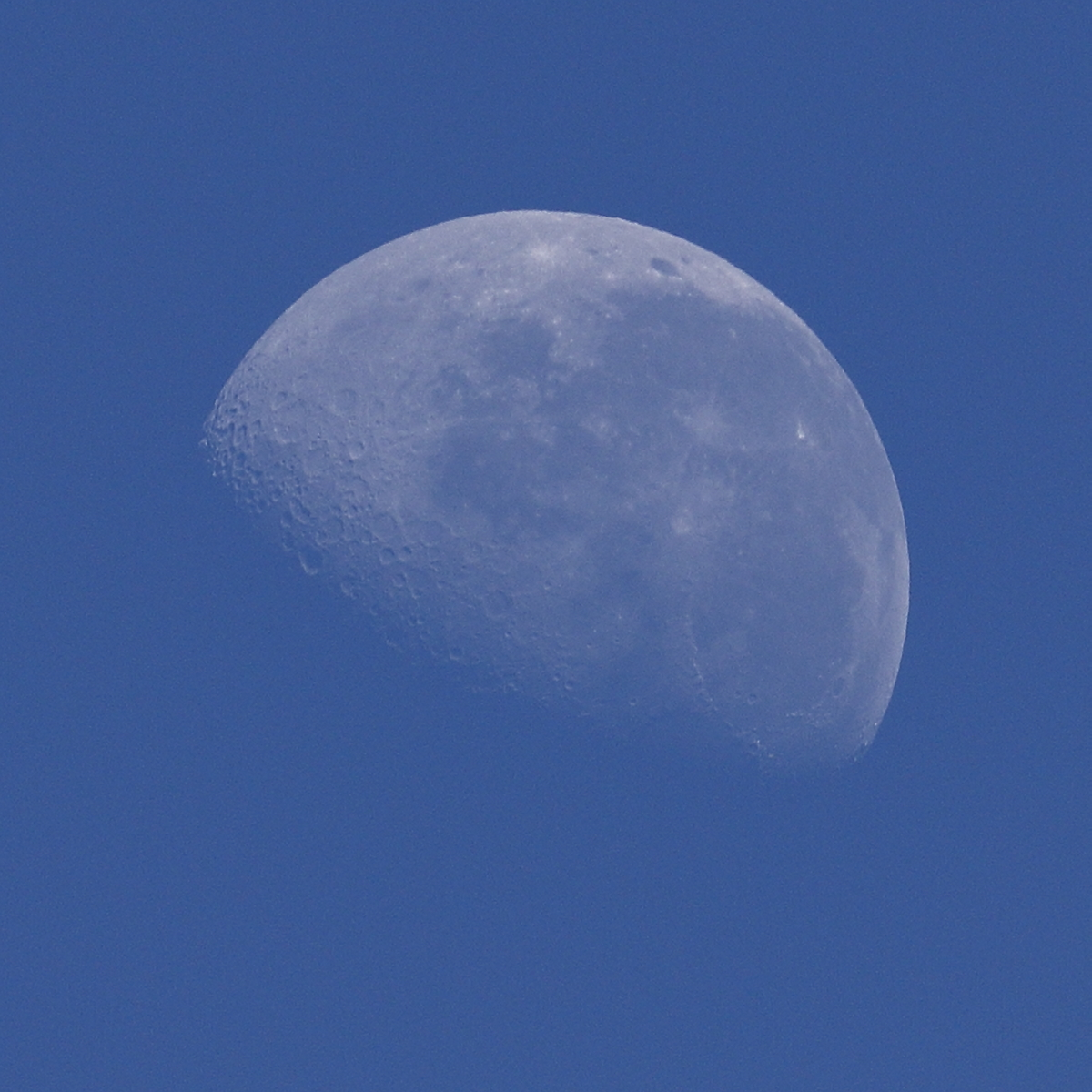
Fotografia de la lluna de Ed Dunens

| Sensibilitat de la pel·lícula                          | ISO 50    | ISO 100   | ISO 400    | ISO 1600   |
| ------------------------------------------------------ | --------- | --------- | ---------- | ---------- |
| Subjecte                                               |           |           |            |            |
| Persona il·luminada per una foguera                    | 4 seg     | 2 seg     | 1/2 seg    | 1/8 seg    |
| Persona il·luminada per una espelma                    | 2 seg     | 1 seg     | 1/4 seg    | 1/15 seg   |
| Persona il·luminada per una bombeta de 100 W (tungstè) | 1 seg     | 1/2 seg   | 1/8 seg    | 1/30 seg   |
| Subjectes il·luminats per un focus a un escenaru       | 1/8 seg   | 1/15 seg  | 1/60 seg   | 1/250 seg  |
| Escenari escolar                                       | 2 seg     | 1 seg     | 1/4 seg    | 1/15 seg   |
| Lluna plena                                            | 1/125 seg | 1/250 seg | 1/1000 seg | 1/4000 seg |
| Lluna creixent                                         | 1/30 seg  | 1/60 seg  | 1/250 seg  | 1/1000 seg |
| Museu o galeria                                        | 2 seg     | 1 seg     | 1/4 seg    | 1/15 seg   |

| Sensibilitat de la pel·lícula    | ISO 50  | ISO 100 | ISO 400  | ISO 1600 |
| -------------------------------- | ------- | ------- | -------- | -------- |
| Subjecte                         |         |         |          |          |
| Paisatge urbà de nit             | 4 min   | 2 min   | 30 min   | 8 seg    |
| Després de la posta de sol       | 1/2 seg | 1/4 seg | 1/15 seg | 1/60 seg |
| Llums d'automòbils               | 60 seg  | 30 seg  | 8 seg    | 2 seg    |
| Focs artificials                 | 60 seg  | 30 seg  | 8 seg    | 2 seg    |
| Edificis il·luminats             | 30 seg  | 15 seg  | 4 seg    | 1 seg    |
| Rètols lluminosos                | 2 seg   | 1 seg   | 1/4 seg  | 1/15 seg |
| Il·luminació en el exterior      | 30 seg  | 15 seg  | 4 seg    | 1 seg    |
| Flames d'una foguera             | 4 seg   | 2 seg   | 1/2 seg  | 1/8 seg  |
| Fires                            | 30 seg  | 15 seg  | 4 seg    | 1 seg    |
| Paisatge il·luminat per la lluna | 60 min  | 30 min  | 8 min    | 2 min    |
| Paisatge al capvespre            | 60 seg  | 30 seg  | 8 seg    | 2 seg    |
| Interior d'una casa (tungstè)    | 16 seg  | 8 seg   | 2 seg    | 1/2 seg  |

## Solarigrafia

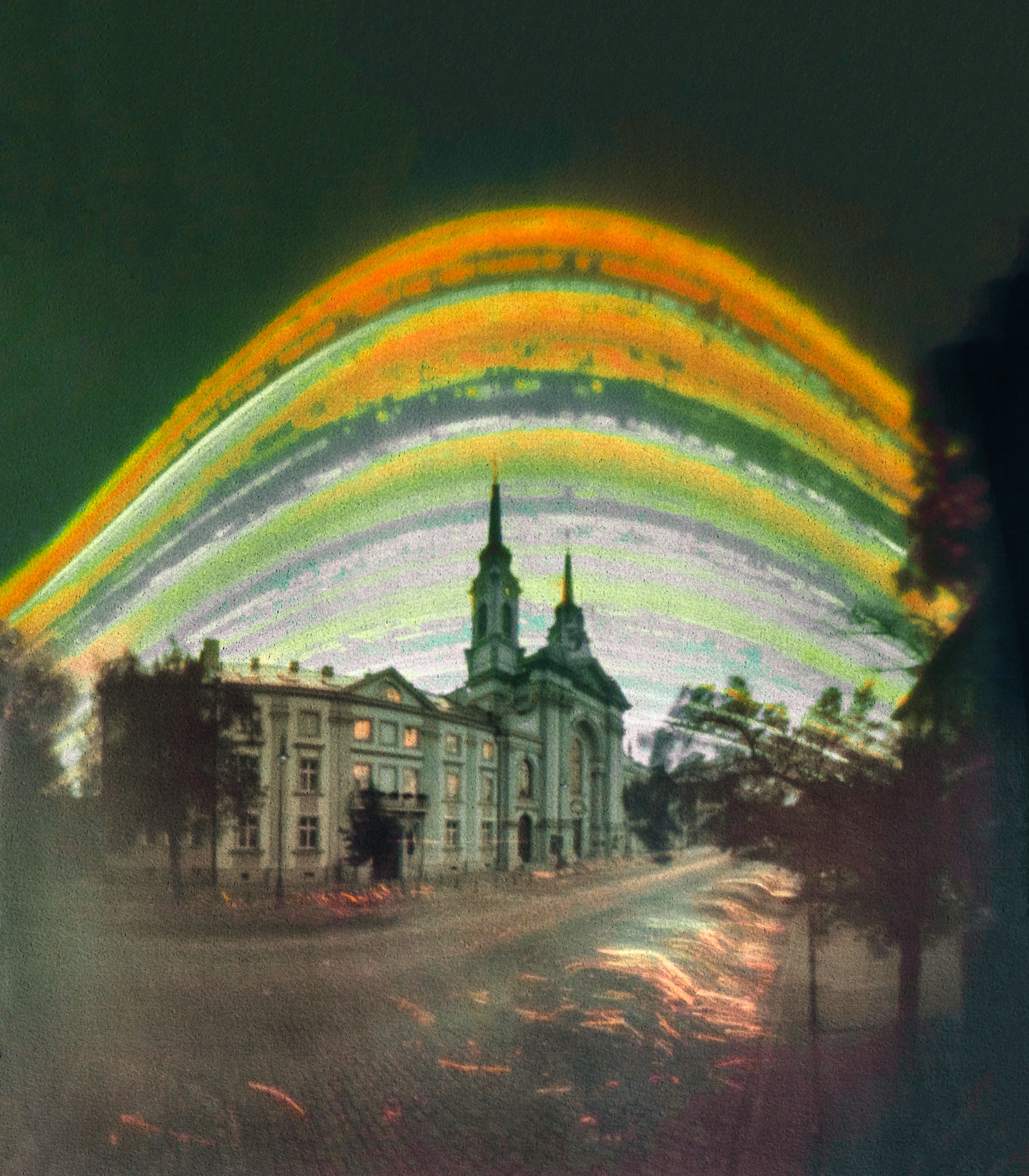
Solarigrafia de Sharkovitzz

La solarigrafia és una tècnica en la qual una càmera estenopèica fixa s'utilitza per exposar el paper fotogràfic una quantitat de temps molt llarga. El seu ús majoritàriament és per mostrar el camí pres pel sol a través del cel.
Un exemple d'això és una sola exposició de sis mesos presa pel fotògraf Justin Quinnell, mostrant senderes solars sobre el Pont penjant de Clifton entre el 19 de desembre de 2007 i el 21 de juny de 2008. Com a part de l'exposició Llum Lenta: 6 mesos sobre Bristol, Quinnell va descriure la peça com la captura de "un període més enllà del que podem percebre amb la nostra pròpia visió."Aquest mètode de Solarigrafía utilitza una senzilla càmera estenopeica fixada de manera segura en una posició que no es veurà afectada. Quinnel va construir la seva càmera des d'una copa buida amb una obertura de 0,25 mm i un sol full de paper fotogràfic.
El 3 de febrer l'any 2015 una càmera estenopeica utilitzada en un projecte d'art de Solarigrafía per la Universitat de l'Estat de Geòrgia va ser destruïda per l'esquadró anti-bombes d'Atlanta, a causa d'informes que era una bomba. El dispositiu, un dels dinou col·locat per tota la ciutat, havia estat pegat amb cinta adhesiva en el pont de la 14a Av. per sobre de la I-75/85; el trànsit va ser tancat durant dues hores, i les cambres restants van ser retirades més tard per les autoritats